# GODSA
GODSA (sigles del Gabinete de Orientación y Documentación, S.A) fou una associació política o club polític espanyol fundat en la dècada de 1970 entorn de Manuel Fraga Iribarne (el més destacat polític franquista dels considerats aperturistes) que va funcionar com societat mercantil amb el propòsit d'elaborar estudis, programes i projectes de caràcter polític, econòmic i social. En aquest moment (els últims anys del franquisme) els partits polítics estaven prohibits i l'ambigua Llei d'Associacions Polítiques (sorgida del tímid aperturisme de president del govern Carlos Arias Navarro, conegut com a esperit del 12 de febrer) únicament permetia l'expressió de la pluralitat existent dintre del Movimiento Nacional, és a dir, de les diferents famílies del franquisme que donaven suport el règim.
A partir de 1974 GODSA va donar pas a una associació anomenada Reforma Democràtica, que més tard, en 1977, va ser un dels components d'Aliança Popular, que es va presentar en les primeres eleccions democràtiques (1977).